# Скок у будућност
Скок у будућност, познат и као Србија 2027, је програм развоја који спроводи Влада Републике Србије. Програм је 20. јануара 2024. представио председник Србије Александар Вучић. Циљеви програма су подизање животног стандарда грађана, пројекти у области науке и технологије, образовања, развоја инфраструктуре, индустријализације, енергетике, екологије, пољопривреде, здравства, туризма, као и у другим областима од националног значаја.

## Преглед
Програм је подељен на шест тачака:
1. Животни стандард грађана
2. Убрзана модернизација
3. Инфраструктура
4. Индустријализација
5. Експо 2027.
6. Интегрални развој